# Rio Turiaçu
Rio Turiaçu är ett vattendrag i Brasilien.   Det ligger i delstaten Maranhão, i den nordöstra delen av landet, 1 600 km norr om huvudstaden Brasília.
I omgivningarna runt Rio Turiaçu växer i huvudsak städsegrön lövskog. Runt Rio Turiaçu är det glesbefolkat, med 20 invånare per kvadratkilometer.